# Дрессен, Алексей
Алексе́й Дре́ссен (эст. Aleksei Dressen, род. 27 сентября 1968, Рига) — бывший сотрудник Полиции безопасности Эстонии (КаПо), сотрудничавший с ФСБ России.

## Биография
Алексей Дрессен родился 27 сентября 1968 года в Риге (Латвийская ССР). Предками Дрессена были немцы из Поволжья.
В 1990 году поступил на работу в МВД Эстонской ССР. В 1991—1993 гг. работал полицейским в Вильянди. В 1993 году поступил на службу в Полицию безопасности Эстонии (КаПо). Через пять лет стал руководителем одного из отделов.
Имел доступ к бумагам, которые могли читать в Эстонии всего 4-5 человек, включая президента. В 2007 году был понижен в должности. После этого занимался экстремистскими движениями. В круг его обязанностей входило и наблюдение за деятельность некоторых организаций, которые были созданы представителями русской общины Эстонии.
Алексей с женой Викторией проживали в городе Маарду недалеко от Таллина. Виктория занималась бизнесом и по делам часто выезжала в Россию.
В конце апреля 2007 года участвовал в событиях вокруг Бронзового солдата.

## Арест и суд
Алексей Дрессен был арестован эстонской полицией 22 февраля 2012 года в аэропорту Таллина, куда он приехал проводить свою жену, вылетавшую в Москву. Там же была арестована и Виктория. По сообщению эстонских властей, у них были изъяты «носители с секретной информацией», которые Виктория собиралась передать сотрудникам ФСБ по прибытии в Москву. Алексею Дрессену было предъявлено обвинение в государственной измене. По версии некоторых эстонских СМИ, за деятельностью Дрессена наблюдение велось почти пять лет, прежде, чем его арестовали.
По версии эстонских следователей, с российскими спецслужбами Дрессен сотрудничал ради денег. При обыске в его квартире было найдено около 20 тысяч евро, кроме евро в их жилище обнаружили и другую валюту.
В июле 2012 года в Таллине состоялся закрытый суд, на котором Алексей Дрессен был осужден на 16 лет лишения свободы за государственную измену. Это был самый суровый приговор за всю историю независимой Эстонии. Суд отметил, что на протяжении нескольких лет, Алексей Дрессен передавал Москве важную информацию о разведывательной деятельности НАТО против России. Также переданные им сведения помогли ФСБ раскрыть агентурную сеть, работавших в разных регионах России.
Виктория Дрессен была приговорена к шести годам заключения условно с пятилетним испытательным сроком. Ей суд инкриминировал то, что она была связным между А. Дрессеном и его кураторами в Москве.

## Обмен
26 сентября 2015 года пресс-служба ФСБ сообщила следующее:

26 сентября 2015 года на пограничном КПП «Куничина гора» в Псковской области на мосту через реку Пиуза произошел обмен сотрудника эстонской спецслужбы Эстона Кохвера, осужденного в России за шпионаж, на Алексея Дрессена, бывшего офицера департамента полиции безопасности МВД Эстонии, отбывавшего наказание за передачу секретных сведений ФСБ России
Супруга Алексея, Виктория, прибыла в Москву ранее. По прибытии Алексея с семьёй в Москву был организован товарищеский обед с участием членов семьи Дрессенов и сотрудников спецслужб, участвовавших в обмене.
Алексею Дрессену после выдворения из Эстонии запретили туда въезд сроком на 10 лет, однако не включили в «чёрный список» Шенгенской зоны.

## Комментарии в Эстонии
Эстонские власти, комментируя состоявшийся обмен, заявили, что переданный российской стороне в обмен на Эстона Кохвера Алексей Дрессен, обвиненный в Эстонии в государственной измене, не представляет более опасности для Эстонии.
Мартин Арпо, заместитель генерального директора КаПо, добавил, что все то, что Дрессен знал о полиции безопасности, относится ко времени трёх с половиной лет назад. «Одновременно мы сделали все для того, чтобы эта информация больше не могла бы навредить Эстонии и её полиции безопасности», — сообщил Арпо представителям СМИ.
15 октября 2015 года Дрессен был лишён эстонского гражданства. 3 ноября 2016 года эстонского гражданства лишилась и супруга Алексея Виктория.

## Комментарии в России
Источник в российских спецслужбах сообщил агентству «Интерфакс», что Алексей Дрессен работал на российскую разведку около 20 лет. За это время он передал ценную информацию, благодаря которым были разоблачены агенты ряда иностранных разведок, действующих в России, пресечены попытки вербовки западными спецслужбами агентов из числа высокопоставленных российских чиновников, стали известны истинные заказчики многочисленных антироссийских акций в странах Балтии.
Также источник в российских спецслужбах отмечают законность и обоснованность подобных обменов. Это позволяет федеральный закон «О внешней разведке», в котором говорится, что «государство обязано всемерно содействовать безусловному освобождению сотрудника кадрового состава органа внешней разведки Российской Федерации и членов его семьи, задержанных, арестованных или осужденных за пределами территории Российской Федерации в связи с осуществлением разведывательной деятельности».
Эти же источники не исключают, что положения этого закона будут применяться и в отношении осужденных украинскими и российскими судами по уголовным делам, связанным с войной на Донбассе.

## Последствия
По мнению вице-президента Ассоциации ветеранов группы спецназа «Вымпел» Владимира Грибова, операция по захвату Эстона Кохвера изначально была спланирована ФСБ с целью обмена на Дрессена. Грибов также добавил, что знания и опыт Дрессена могут пригодиться в качестве преподавателя в разведшколе.
По заявлению эстонских и латышских редакций издания DELFI от 2024 года, в дальнейшем Дрессен продолжил работу в компании «Транснефть».